# Jüdische Gedenkstätte Seefeld

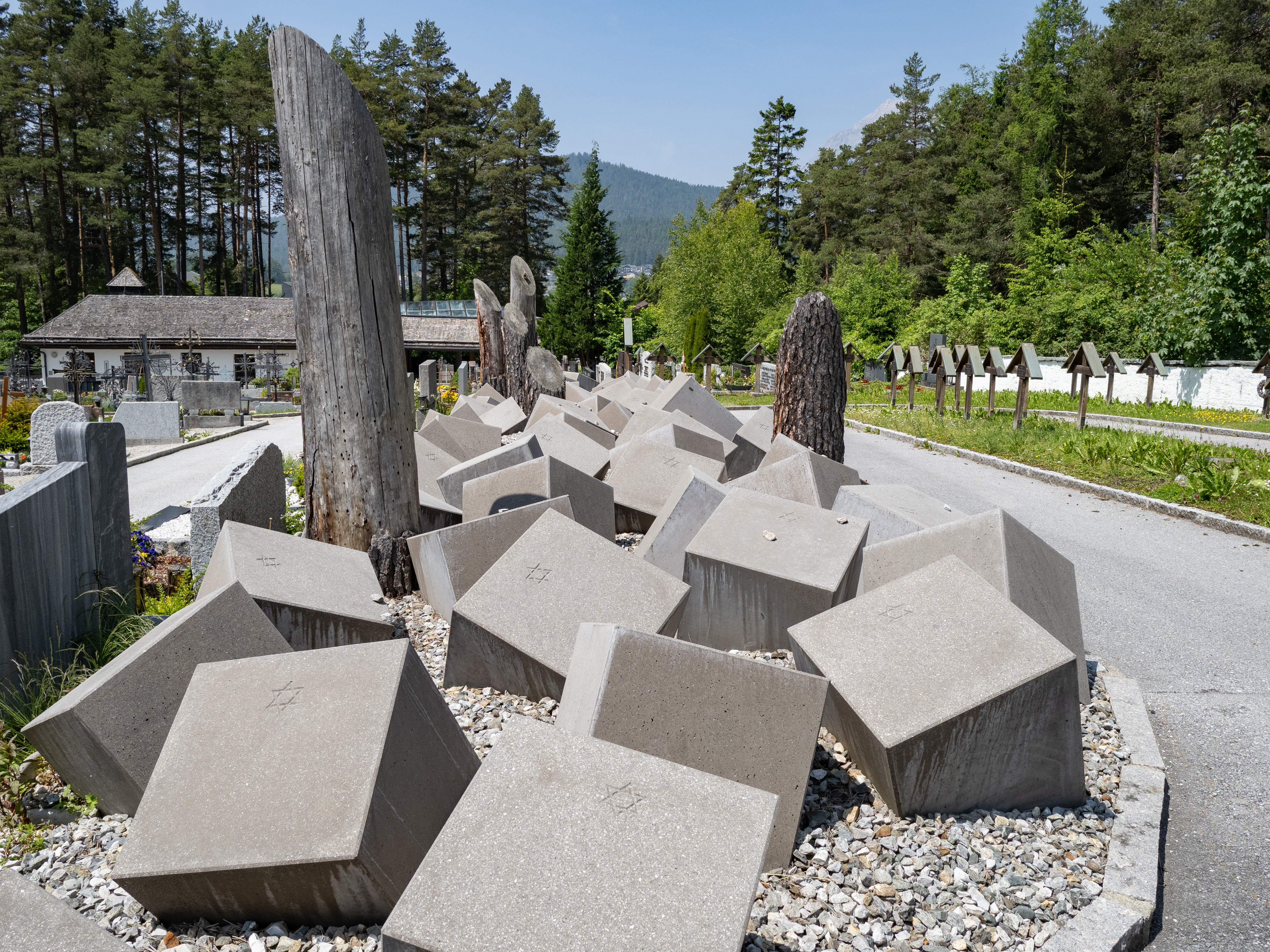
Die Gedenkstätte mit Blick Richtung Westen

Die Jüdische Gedenkstätte Seefeld steht beim Waldfriedhof in der Gemeinde Seefeld in Tirol im Bezirk Innsbruck-Land in Bundesland Tirol.

## Geschichte
Am 28. April 1945 mussten jüdische Häftlinge aus dem KZ Dachau am Bahnhof Seefeld in Tirol den Transportzug verlassen und sollten zu Fuß auf einem sogenannten Todesmarsch über Mösern bis ins Ötztal in die sogenannte Alpenfestung getrieben werden. Dabei blieben 67 tote Menschen in Seefeld zurück, welche ein Bericht der Gendarmerie nannte, wobei einige Opfer nur Stunden vor der Befreiung durch amerikanische Truppen auf dem Seefelder Plateau verstarben.
Damals wurden in einem sogenannten Waldfriedhof die jüdischen Opfer und auch gefallene Soldaten beerdigt. Eine Gedenktafel erinnerte an die jüdischen Opfer.
Das Denkmal wurde nach den Plänen des Architekten Michael Prachensky erbaut. Der Historiker Thomas Albrich und Esther Fritsch als Ehrenpräsidentin der Israelitischen Kultusgemeinde für Tirol und Vorarlberg erklärten beim Festakt der Eröffnung die Hintergründe.

## Denkmal
Das Denkmal zeigt für die 67 verstorbenen Menschen 67 Betonwürfel in einer sozusagen chaotischen Anordnung eines Trümmerfeldes. Vorhandene Bäume im Areal wurden auf Augenhöhe schräg abgeschnitten.